# Agrostis delicatula
Agrostis delicatula es una especie de planta herbácea de la familia de las poáceas. 

## Descripción
Son plantas perennes, cespitosas. Tiene tallos de   50 cm de altura, glabros. Hojas con lígula de 0,6-1,5 mm, oblonga, obtusa; limbo de 2-6 cm x 1-1,5 mm, plano o convoluto, frecuentemente curvado. Panícula de 8-14 cm, laxa y difusa, con ramas y pedúnculos divaricados, casi lisos. Pedúnculos de 2 a 6 veces más largos que las espiguillas, capilares, marcadamente engrosados en el ápice. Espiguillas de 1-1,2 mm. Glumas subiguales, obtusas o truncadas, escariosas, lisas. Lema de 0,3-0,5 mm, de hasta 1/2 de la longitud de las glumas, con 5 nervios poco visibles, el central prolongado a veces en 1 arista muy corta dorsal o subterminal, truncado-dentada, glabra. Pálea aproximadamente de 1/2 de la longitud de la lema. Anteras de   1 mm. Cariopsis de l x 0,5 mm, no surcada. 2n = 14. Florece de junio a julio.
Distribución y hábitat
Se encuentra en los claros de matorral y pastos sobre suelos ácidos. Se distribuye por NW y C de la península ibérica y el Norte de África.

## Taxonomía
Agrostis delicatula fue descrita por Pourr. ex Lapeyr. y publicado en Enumeratio Plantarum Omnium Hucusque Cognitarum 1: 219. 1833.
Citología
Número de cromosomas de Agrostis delicatula (Fam. Gramineae) y táxones infraespecíficos:  2n=14
Etimología
Ver: Agrostis
Sinonimia
- Agrostis durieui Boiss. & Reut. ex Gand.
- Agrostis font-queri Maire
- Agrostis hispida Brot. ex Nyman
- Agrostis truncatula Parl.
- Agrostis truncatula subsp. commista Castrov. & Charpin
- Agrostis truncatula subsp. dirieui (Boiss. & Reut. ex Gand.) Asch. & Graebn.
- Agrostis truncatula var. durieui (Merino) Cout.
- Agrostis truncatula var. durieui (Boiss. & Reut. ex Gand.) Henriq.
- Agrostis truncatula var. fontqueri (Maire) Maire
- Neoschischkinia truncatula (Parl.) Valdés & H.Scholz[5][6]

Nombres comunes
- Castellano: baleo bueno, baleo cabezudo, baleo corto, baleo de cabeza, baleo gitano, baleo gordo, barbas de chivo, barreplatos, botoncitos, bracea, cabezudo, cazuelitos, ceacilia, ceacilla, ceacinas, cecilia, cecilio, ciacilia, ciacilias, ciacilión, ciacilla, ciacina, ciecina, cosquillinas, escoba cabezuda, escoba de cabezuela, escobillas, lacecilla, zacilia.[7]